# Anizy-le-Château
Pour les articles homonymes, voir Anisy (homonymie).
Anizy-le-Château est une ancienne commune française, située dans le département de l'Aisne, en région Hauts-de-France.
Elle a fusionné le 1er janvier 2019 avec Faucoucourt et Lizy pour former la commune nouvelle d'Anizy-le-Grand, dont elle est le chef-lieu et une commune déléguée.

## Géographie

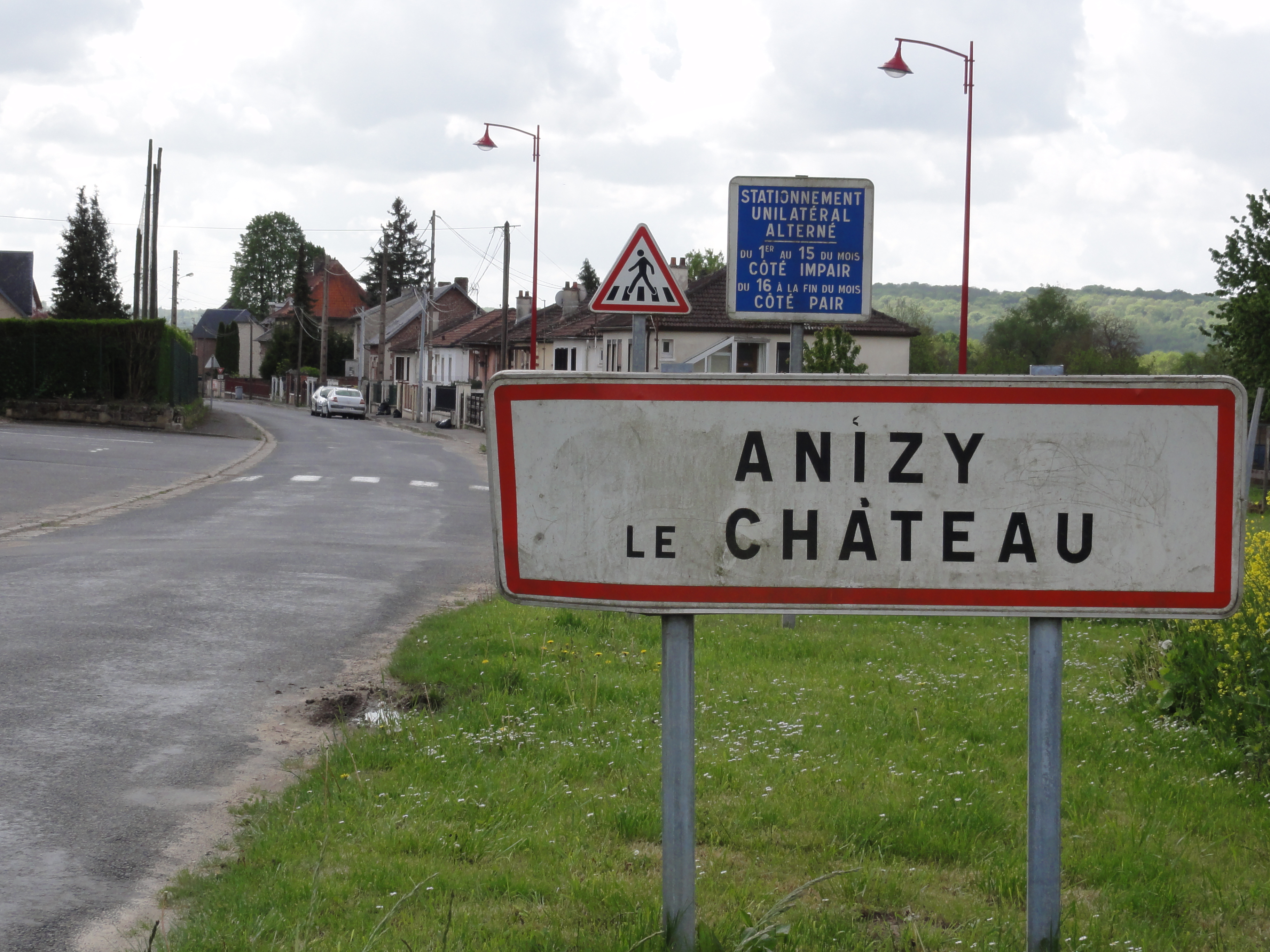
Entrée d'Anizy-le-Château.

### Localisation
Anizy-le-Château est situé à 18 km au sud-est de Laon et 23 au nord-est de Soissons.

### Communes limitrophes
Avant la fusion de 2019, Anizy-le-Château était limitrophe des communes suivantes :
| Brancourt-en-Laonnois | Wissignicourt    |       |
| Landricourt           | Anizy-le-Château | Lizy  |
|                       | Vauxaillon       | Pinon |

### Hydrographie
La ville est traversée au sud par l'Ailette, affluent du fleuve côtier la Somme et le canal de l'Oise à l'Aisne.

## Toponymie
Le nom de la localité est attesté sous la forme Villa quae dicitur Anisiacus au VIIe siècle, Anisi en 1132, Anisiacum en 1139, Anisiacum in Laudunesio en 1329.
Ce toponyme dérive probablement du cognomen latin Anitius.
Durant la Révolution, la commune porte le nom d'Anisy-la-Rivière. Ce toponyme vient encore de Anitius (anthroponyme latin formé à l'aide du suffixe -itius et peut-être de l'étymon gaulois Ana (marais).

## Histoire

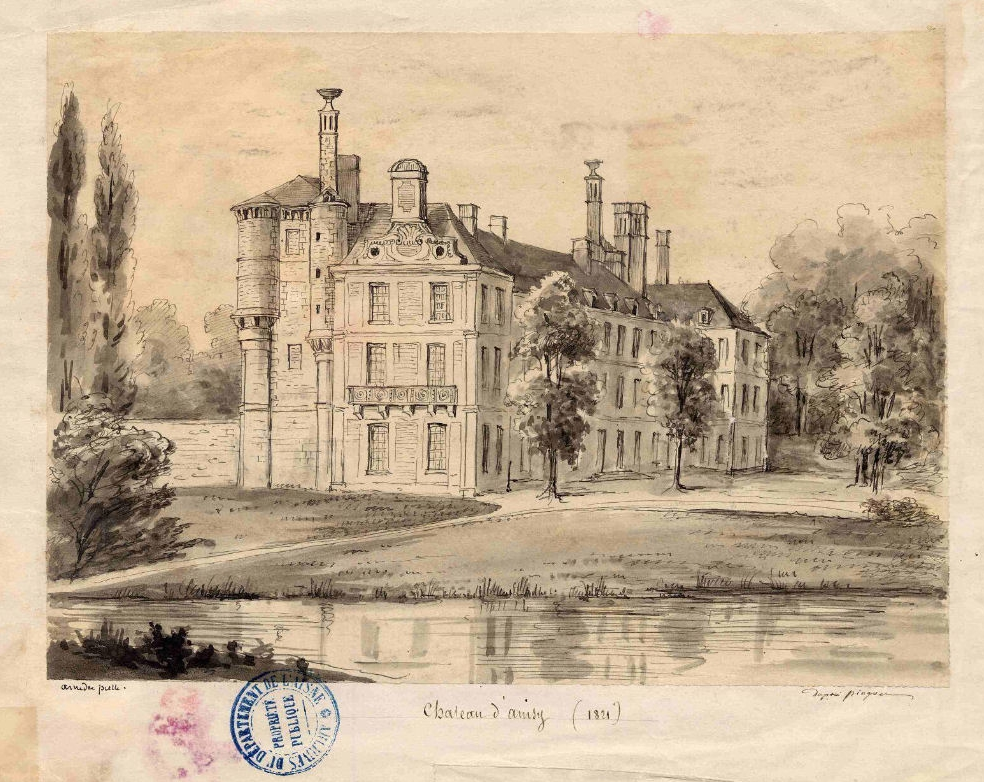
Le château en 1821 - Dessin d'Amédée Piette (1808-1883).

Donné par Clovis à saint Remi, qui lui-même le donna à l'évêché de Laon[réf. nécessaire]. 
Comté érigé en 1397 par Charles VI en faveur de Jean de Roucy, évêque de Laon. Ces évêques y avaient un puissant château, reconstruit au XVIe siècle par le cardinal de Bourbon, remanié au XVIIIe siècle par Mgr de Rochechouart, qui fit également paver toute la ville[réf. nécessaire].

### XIXesiècle

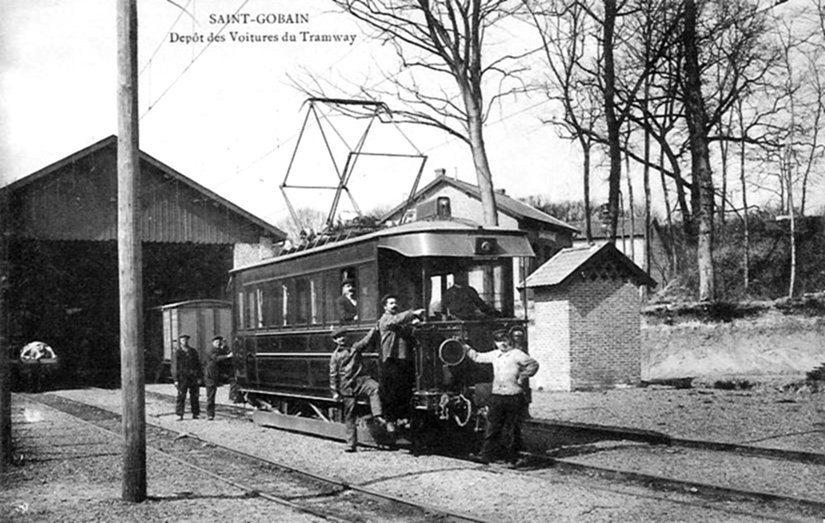
Une motrice du tramway Tergnier à Anizy-Pinon au dépôt de Saint-Gobain

La gare d'Anizy - Pinon, située à proximité d'Anizy-le-Grand sur la ligne de La Plaine à Hirson et Anor (frontière), qui assure notamment la liaison Paris - Soissons - Laon, est mise en service en 1857. 
Anizy est occupé par l'armée prussionne après la bataille de Saint-Quentin lors de la guerre franco-allemande de 1870
En 1882 est mise service la ligne d'Anizy-Pinon à Chauny, qui fermera en 1937 pour les voyageurs. En 1910 ouvre le tramway de Tergnier à Anizy - Pinon. Ces diverses lignes favorisent le déplacement des voyageurs et le transport des marchandises.

### Première Guerre mondiale
Anizy est occupé pendant la Première Guerre mondiale par l'armée allemande. Après la bataille de la Marne, le front se fixe sur l’Aisne.  La ligne de front se fixe à proximité de la ville à partir de 1916, amenant sa destruction.
Pendant la première guerre mondiale, l'exploitation du tramway de Tergnier à Anizy - Pinon est arrêtée, puis la voie est déposée par l'armée allemande.
Le bourg est considéré comme détruit à la fin de la guerre et a  été décoré de la Croix de guerre 1914-1918, le 17 octobre 1920.

### Entre deux guerres et reconstruction

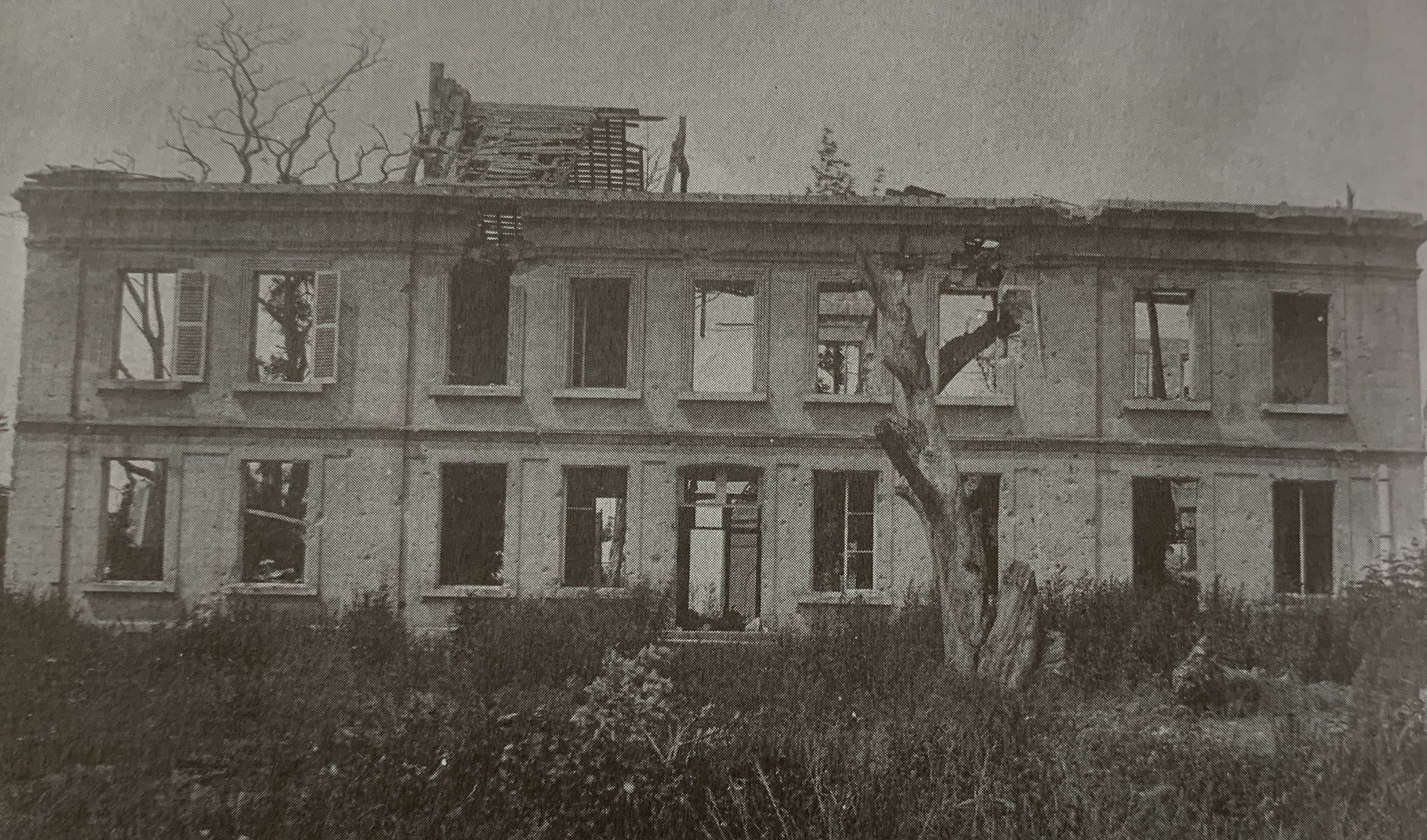
Maison de la famille de Paul Doumer détruite par les Allemands lors de la Première Guerre mondiale (Anizy-le-Château, 1920).

Anizy bénéficie de l'aide du comité américain pour les régions libérées (CARD) animé par Anne Morgan, fille du banquier John Pierpont Morgan, qui, sous l'égide du ministère des Régions libérées (MRL), contribue à la reconstruction des cantons  d’ Anizy-le-Château, Coucy-le-Château, Soissons et Vic-sur-Aisne.
En 1934, la voie du tramway de Tergnier est remise en service, mais, en 1937, le trafic voyageur de la ligne d'Anizy-Pinon à Chauny est remplacé par des autocars. L'exploitation du tramway cesse pendant la seconde Guerre mondiale.

### Seconde Guerre mondiale
Lors de la Seconde Guerre mondiale, l'Ailette sert de ligne de démarcation entre la zone occupée et la Zone interdite

### Fusion de communes
Une réflexion a été engagée début 2018 par le maire d'Anizy-le-Château en vue de la fusion de sa commune avec Pinon, dont elle est séparée par l'Ailette. Les communes de Faucoucourt et de Lizy se sont jointes à cette réflexion, et Pinon s'en retire.
La fusion entre Anizy-le-Château, Faucoucourt et Lizy intervient à la demande des trois conseils municipaux des 12 et 13 juin 2018, permettant la création de la commune nouvelle d'Anizy-le-Grand par un arrêté préfectoral qui prend effet le 1er janvier 2019, dont Anizy-le-Château devient le chef-lieu et une commune déléguée.

## Politique et administration

### Rattachements administratifs et électoraux
Anizy-le-Château se trouve dans l'arrondissement de Laon du département de l'Aisne. Pour l'élection des députés, il fait partie depuis 1988 de la première circonscription de l'Aisne.
Il était depuis 1790 le chef-lieu du canton d'Anizy-le-Château. Dans le cadre du redécoupage cantonal de 2014 en France, Anizy est rattaché jusqu'à la fusion de 2019 au canton de Laon-1.

### Intercommunalité
Anizy-le-Château était membre de la communauté de communes des Vallons d'Anizy, créée fin 1997.
Dans le cadre des dispositions de la loi portant nouvelle organisation territoriale de la République (Loi NOTRe) du 7 août 2015, qui prévoit que les établissements publics de coopération intercommunale (EPCI) à fiscalité propre doivent avoir un minimum de 15 000 habitants (sous réserve de certaines dérogations bénéficiant aux territoires de très faible densité), cette intercommunalité fusionne avec la communauté de communes du Val de l'Ailette pour former la communauté de communes Picardie des Châteaux. Anizy-le-château en a été membre jusqu'à la fusion de 2019.

### Liste des maires
| Période                                  | Période       | Identité                  | Étiquette | Qualité                                                                   |
| ---------------------------------------- | ------------- | ------------------------- | --------- | ------------------------------------------------------------------------- |
| Les données manquantes sont à compléter. |               |                           |           |                                                                           |
|                                          | 1878          | De Bignicourt             |           |                                                                           |
| 1879                                     |               | De Bignicourt             |           |                                                                           |
|                                          |               | Édouard Régnier           | Rad.      | Conseiller général d'Anizy-le-Château (1931 → 1940)                       |
|                                          |               | Alfred Moulier            | SFIO      | Commerçant Conseiller général d'Anizy-le-Château (1945 → 1961)            |
| Les données manquantes sont à compléter. |               |                           |           |                                                                           |
| mars 2001                                | mars 2008     | Michel Reb                | PS        | Vétérinaire à la retraite                                                 |
| mars 2008                                | mars 2014     | Fabrice Langlet           | DVG       |                                                                           |
| mars 2014                                | décembre 2018 | Ambroise Centonze-Sandras | SE        | Ingénieur-conseil Vice-président de la CC Picardie des Châteaux (2017 → ) |

### Liste des maires délégués
| Période      | Période                   | Identité                  | Étiquette | Qualité |
| ------------ | ------------------------- | ------------------------- | --------- | --- |
| janvier 2019 | En cours (au 28 mai 2020) | Ambroise Centonze-Sandras | SE        | Ingénieur-conseil Maire d'Anizy-le-Grand (2019 → ) Vice-président de la CC Picardie des Châteaux (2017 → ) Réélu pour le mandat 2020-2026 |

## Démographie
L'évolution du nombre d'habitants est connue à travers les recensements de la population effectués dans la commune depuis 1793. Pour les communes de moins de 10 000 habitants, une enquête de recensement portant sur toute la population est réalisée tous les cinq ans, les populations de référence des années intermédiaires étant quant à elles estimées par interpolation ou extrapolation. Pour la commune, le premier recensement exhaustif entrant dans le cadre du nouveau dispositif a été réalisé en 2008.

En 2022, la commune comptait 1 931 habitants, en évolution de −0,87 % par rapport à 2016 (Aisne : −1,97 %, France hors Mayotte : +2,11 %).
| 1793  | 1800 | 1806  | 1821  | 1831  | 1836  | 1841  | 1846  | 1851  |
| ----- | ---- | ----- | ----- | ----- | ----- | ----- | ----- | ----- |
| 1 017 | 977  | 1 008 | 1 043 | 1 001 | 1 073 | 1 044 | 1 113 | 1 150 |

| 1856 | 1861  | 1866  | 1872  | 1876  | 1881  | 1886  | 1891  | 1896  |
| ---- | ----- | ----- | ----- | ----- | ----- | ----- | ----- | ----- |
| 998  | 1 030 | 1 116 | 1 084 | 1 127 | 1 217 | 1 140 | 1 100 | 1 108 |

| 1901  | 1906  | 1911  | 1921 | 1926 | 1931  | 1936  | 1946 | 1954  |
| ----- | ----- | ----- | ---- | ---- | ----- | ----- | ---- | ----- |
| 1 106 | 1 130 | 1 086 | 694  | 886  | 1 013 | 1 030 | 996  | 1 164 |

| 1962  | 1968  | 1975  | 1982  | 1990  | 1999  | 2006  | 2008  | 2013  |
| ----- | ----- | ----- | ----- | ----- | ----- | ----- | ----- | ----- |
| 1 526 | 1 713 | 1 788 | 1 926 | 1 896 | 1 903 | 1 900 | 1 899 | 1 948 |

| 2018  | 2022  | - | - | - | - | - | - | - |
| ----- | ----- | - | - | - | - | - | - | - |
| 1 931 | 1 931 | - | - | - | - | - | - | - |

## Culture locale et patrimoine

### Lieux et monuments

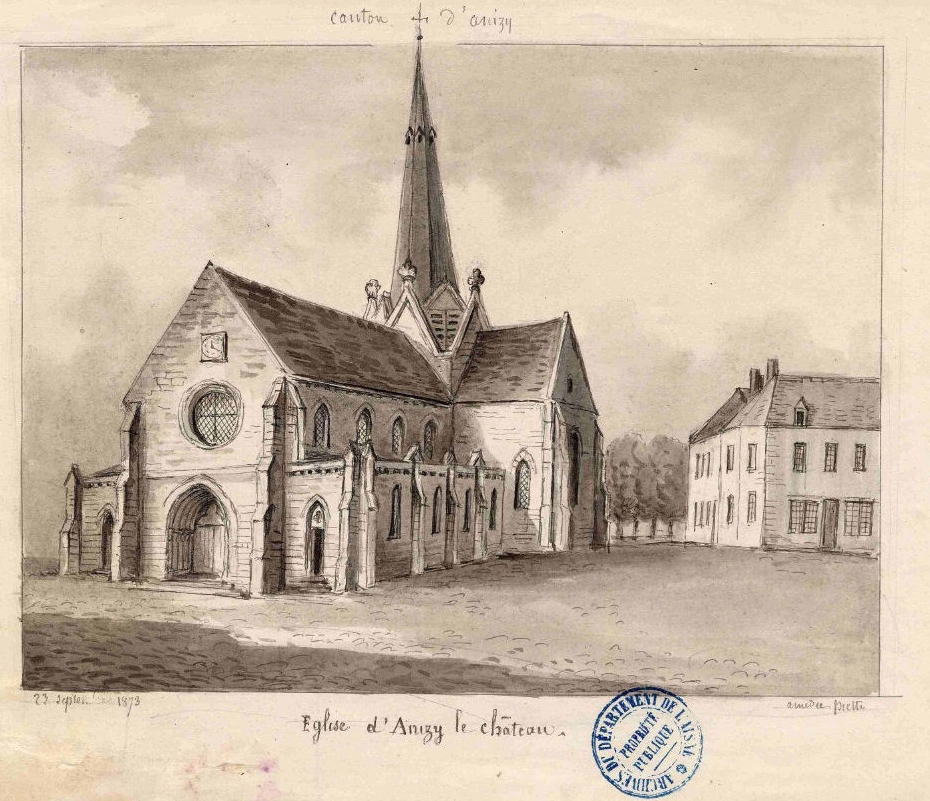
L'église en 1880 - Dessin d'Amédée Piette (1808-1883).

- L'église Sainte-Geneviève, détruite pendant la Première Guerre mondiale, est reconstruite en 1929. Elle renferme la dalle funéraire de Claude Allongé, comte d'Anizy, receveur de l'épiscopat, mort en 1724. Cette sculpture fait l'objet d'un classement au titre objet des monuments historiques depuis 1911[22].

### Personnalités liées à la commune
- Albert-Ernest Carrier-Belleuse sculpteur français né à Anizy-le-Château en 1824.
- Geoffroy de Billy, décédé au château d'Anizy.

### Héraldique
| Blason de Anizy-le-Château | Blason  | D'azur semé de fleurs de lis d'or, à la croix d'argent brochant, chargée d'une crosse abbatiale de gueules surchargée en chef d'un petit écusson d'azur à une fleur de lys d'or ; à deux clefs d'azur passées en sautoir brochant sur le tout. Ornements extérieursCroix de guerre 1914-1918 |
| Blason de Anizy-le-Château | Détails | Blason adopté par la municipalité. |